# Aida di Scafati
L'Aida di Scafati è un'opera comica in napoletano, parodia dell'Aida di Giuseppe Verdi, diviso in un prologo e tre atti. Composta da Luigi Matteo Fischetti su libretto di Enrico Campanelli, venne proposta per la prima volta nel 1873 nel teatro La Fenice di Napoli. 

## Personaggi e interpreti
- Aida: Signora Scelzo De Cr.
- Il Re d'Egitto: Signor Milano
- Amneris: Signora Buonfigli
- Patrò Nicola: Scelzo
- Ramfis: Signor De Chiara

## Ballerine
- Signorina Lucietta Bruno, prima ballerina;
- Baldassarre Nunziata, seconda ballerina;
- D'Agostino Amalia, seconda ballerina;
- Nepete Carmela, seconda ballerina;
- Lama Concetta, seconda ballerina;
- Seglia Concetta, seconda ballerina;
- Ferrigni Marietta, seconda ballerina;
- Bruno Michelina, seconda ballerina;
- Finizio Concetta, seconda ballerina;
- Seglia Teodora, allieva;
- Giulia D'Agostino, allieva;
- Annunziata Pane, allieva;
- Nepete Luisa, allieva.

## Rappresentazioni e adattamenti
L'Aida di Scafati, su allestimento del Conservatorio di Napoli, è stata rappresentata il 9 ottobre 2014 nel Teatrino di Corte del Palazzo Reale di Napoli.